# 안드리 파루비
안드리 볼로디미로비치 파루비(우크라이나어: Андрій Володимирович Парубій, 1971년 1월 31일 ~ )는 우크라이나의 정치인이다.
1991년에 우크라이나 사회민족당 창당 과정에 참여했으며, 1994년에 르비우 대학교 대학 역사학과를 졸업했다. 2001년에는 르비우 공과대학교 대학원 정치과학·사회학 과정을 졸업했고, 2004년에 일어난 오렌지 혁명을 계기로 정계에 입문했다. 2007년 11월부터 2012년 12월까지 우리 우크라이나 소속 인민의원을 역임했으며, 2012년 12월부터 2014년 3월까지 무소속 인민의원을 역임했다.
2013년 12월부터 2014년 2월까지 우크라이나에서 일어난 유로마이단에서 반정부 시위대를 지지했으며, 2014년 우크라이나 혁명을 이끈 직후에 우크라이나 국가보안방위협의회장에 임명되었다. 2014년 우크라이나 친러시아 분쟁에서 우크라이나 정부군의 '대테러 작전'을 지지했으나, 2014년 8월 7일에 사임했다. 2014년 11월부터 인민전선 소속 인민의원을 역임했으며, 2016년 4월 14일부터 2019년 4월 29일까지 우크라이나 최고 라다 의장을 역임했다.